# Cuylerville, New York
Cuylerville, New York (енгл. Cuylerville) насељено је место без административног статуса у америчкој савезној држави Њујорк.

## Демографија
По попису из 2010. године број становника је 297.
| Група             | 2000.    | 2010.       |
| Белци             | 0 (0,0%) | 277 (93,3%) |
| Афроамериканци    | 0 (0,0%) | 0 (0,0%)    |
| Азијати           | 0 (0,0%) | 4 (1,3%)    |
| Хиспаноамериканци | 0 (0,0%) | 10 (3,4%)   |
| Укупно            | 0        | 297         |